# Symfonie nr. 25 (Mjaskovski)
Nikolaj Mjaskovski componeerde zijn Symfonie nr. 25 in Des-majeur in 1946 en herzag het werk in 1949. Hij begon in de zomer en werkte er zes maanden lang aan. De première werd gegeven aan het Moskou Conservatorium, waar hij zelf les gaf. Het orkest van dienst was het Staats Symfonieorkest van de Sovjet-Unie onder leiding van Alexandr Gauk. De symfonie kan nog gezien worden als een zogenaamde oorlogssymfonie. De oorlog in Rusland had veel slachtoffers geëist en deze ingetogen symfonie klinkt dan ook somber, alhoewel dus in majeur gecomponeerd. De symfonie bestaat uit een aantal thema’s waarbij het onderscheid tussen de delen minimaal is; er is alleen een oplopend tempo. Dat Mjaskovski begon met een langzaam deel, was nieuw voor hem. De symfonie verloopt in één vloeiende beweging van begin tot eind (wel in drie afzonderlijke delen), behalve een kleine passage in deel 3. Bij de tweede opname van Svetlanov lijkt het of de componist of de combinatie orkest / dirigent (dus ook indirect componist) er niet uitkomen. De vloeiendheid is ineens verdwenen en men komt schokkerig door een koper-koraal heen. Daarna vloeit de symfonie verder alsof er niets gebeurd is. Een verklaring voor dit stroeve moment zou kunnen zijn dat Svetlanov ten tijde van de opname (tijdens zijn grote project met alle 27 symfonieën van Mjaskovski rond 1990) een tekort aan geld en repetitietijd had. Het thema van deel 1 sluit de symfonie af. Mjaskovski was niet geheel tevreden met het werk: voor hemzelf werd er te veel in geëxperimenteerd, maar gezien de stromingen binnen de klassieke muziek uit de 20e eeuw valt dat (achteraf) niet of nauwelijks op.

## Delen
1. Adagio
2. Moderato
3. Allegro impetuoso

## Discografie
Van de symfonie bestaan 4 opnamen:
- Moskous Radio Symfonieorkest o.l.v. Jevgeni Svetlanov (alleen op LP Melodiya D 4670-1 verschenen)
- Academisch Symfonieorkest van de Russische Federatie o.l.v. Jevgeni Svetlanov (Olympia OCD 731: / Russian Disc RDCD 00652 / Warner 2564 69689-8
- Moskous Philharmonisch Orkest o.l.v. Dmitri Jablonski (Naxos 8.555376)
- Staats Academisch Symfonieorkest van Sint Petersburg o.l.v. Aleksandr Titov (Northern Flowers NF/PMA9971)

Symfonie nr. 1 · 2 · 3 · 4 · 5 · 6 · 7 · 8 · 9 · 10 · 11 · 12 · 13 · 14 · 15 · 16 · 17 · 18 · 19 · 20 · 21 · 22 · 23 · 24 · 25 · 26 · 27